# 国鉄タ900形貨車
国鉄タ900形貨車（こくてつタ900がたかしゃ）は、かつて日本国有鉄道（国鉄）に在籍した私有貨車（タンク車）である。
本形式より改造され別形式となったタ10900形についても本項目で解説する。

## タ900形
タ900形は、揮発油（ガソリン）専用の10t 積タンク車として1932年（昭和7年）3月24日から1937年（昭和12年）8月13日にかけて22両（タ900 - タ921）が日本車輌製造および新潟鐵工所にて製造された。
落成時の所有者は海軍燃料廠、日本石油であった。
貨物列車の最高速度引き上げが行われた1968年（昭和43年）10月1日ダイヤ改正対応のため、大半の車輌の軸ばね支持方式が二段リンク式に改造され、最高運転速度は65km/hから75km/hへ引き上げられた。
塗色は、黒であり、全長は8,000mm、全幅は2,006mm、全高は3,675mm、軸距は3,900mm - 4,000mm、実容積は13.9m3 - 14.0m3、自重は9.1t - 11.0t、換算両数は積車1.8、空車0.8、車軸は12t長軸であった。
1972年（昭和47年）8月29日に最後まで在籍した1両（タ911）が廃車となり同時に形式消滅となった。

## タ10900形
タ10900形はガソリン専用の10t 積み私有貨車（タンク車）である。
当初タ900形の軸ばね支持装置は一段リンク式であったが、貨物列車の最高速度引き上げが行われた1968年（昭和43年）10月1日ダイヤ改正対応のため、大半の車は二段リンク式に改造したが、北海道地区ではスピードアップが見送られたため、二段リンク化の対象外となった車両が3両（タ902,タ919,タ920→ロタ10902,ロタ10919,ロタ10920）残り、区別のため別形式（タ10900形）とした。車番は現番号に「10000」を加える形となった。改造内容は標記類の書き換え以外何もなく、むしろ本形式の方が本来のタ900形ともいえる。
識別のため記号に「ロ」を丸で囲んだ通称マルロが追加され「ロタ」となり黄色（黄1号）の帯を巻いている。タンク体には同色で「道外禁止」と標記された。
所有者は日本石油であり、その常備駅は本輪西駅、北埠頭駅であった。
塗色は、黒であり黄色（黄1号）の帯を巻いている。全長は8,200mm、実容積は12.1m3、自重は11.2t、換算両数は積車2.6、空車1.0、最高運転速度は65km/h、車軸は12t長軸であった。
1970年（昭和45年）7月2日に3両そろって廃車となり、同時に形式消滅となった。